# 植木幸明
植木 幸明（うえき こうめい、1914年11月3日 - 1986年11月24日）は、日本の医学者、新潟大学名誉教授。新潟県における第二水俣病を確認したことなどで知られる。

## 経歴
新潟県北蒲原郡堀越村大字里に生まれ、新潟医科大学を卒業した。
1951年（昭和26年）に東京帝国大学助手となり、1956年（昭和31年）に新潟大学医学部助教授として外科学講座に着任した。当時は、中田瑞穂教授らとともに大脳の半分を摘出する手術をおこなった。
1958年（昭和33年）にはジョンズ・ホプキンズ大学へ留学し、1962年（昭和37年）には新潟大学医学部教授に昇任した。この間、1959年（昭和34年）から1967年（昭和42年）まで医学部附属脳外科研究施設長を務め、1967年（昭和42年）からは新潟大学脳研究所脳神経外科学部門教授となり、その後1972年（昭和47年）から1976年（昭和51年）、また1978年（昭和53年）から1980年（昭和55年）にかけて脳研究所所長を務め、1980年（昭和55年）に定年退官した。
この間、1965年（昭和42年）には、椿忠雄とともに新潟県における第二水俣病を確認。同年6月12日に阿賀野川流域で有機水銀中毒患者が発生していることを発表して注目を浴びた。
また、長く脳死をめぐる議論に関与して、脳死の判定基準の取りまとめなどにも寄与した。
1966年に日本脳神経外科学会が認定医制度を発足させた際には、14名の認定医制度準備委員会の委員となり、最初の認定医のひとりとなった。
定年後は、新潟大学名誉教授となり、また、医療法人桑名病院顧問も務めた。